# Laser a elio-neon

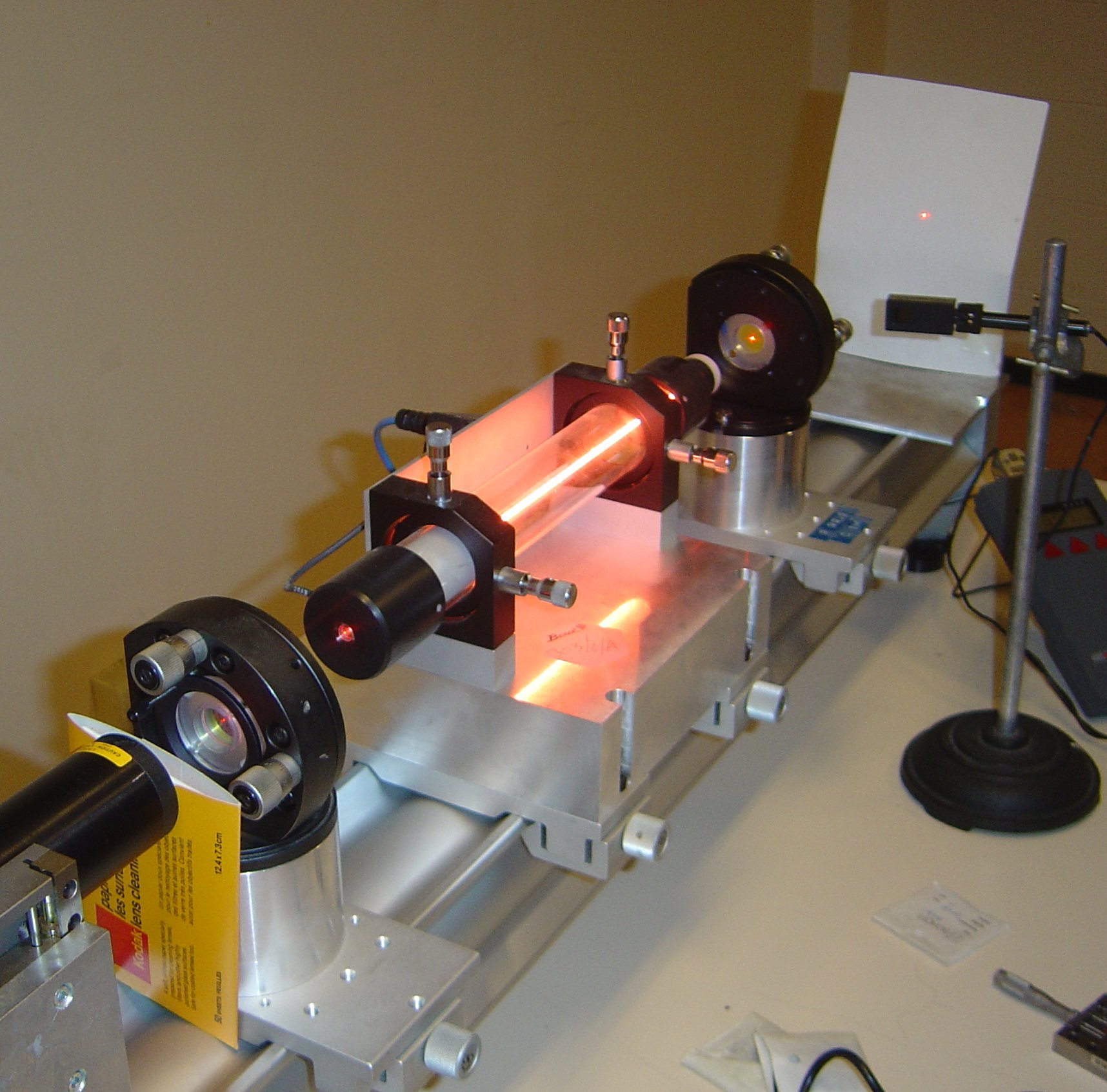
Laser a elio-neon dimostrativo

Il laser a elio-neon, detto anche laser HeNe, è un piccolo tipo di laser a gas. 
I laser HeNe hanno molti usi industriali e scientifici e sono spesso impiegati in dimostrazioni di ottica in laboratorio. Nel loro funzionamento normale operano ad una lunghezza d'onda di 632,8 nm, nella parte rossa dello spettro visibile.

## Funzionamento

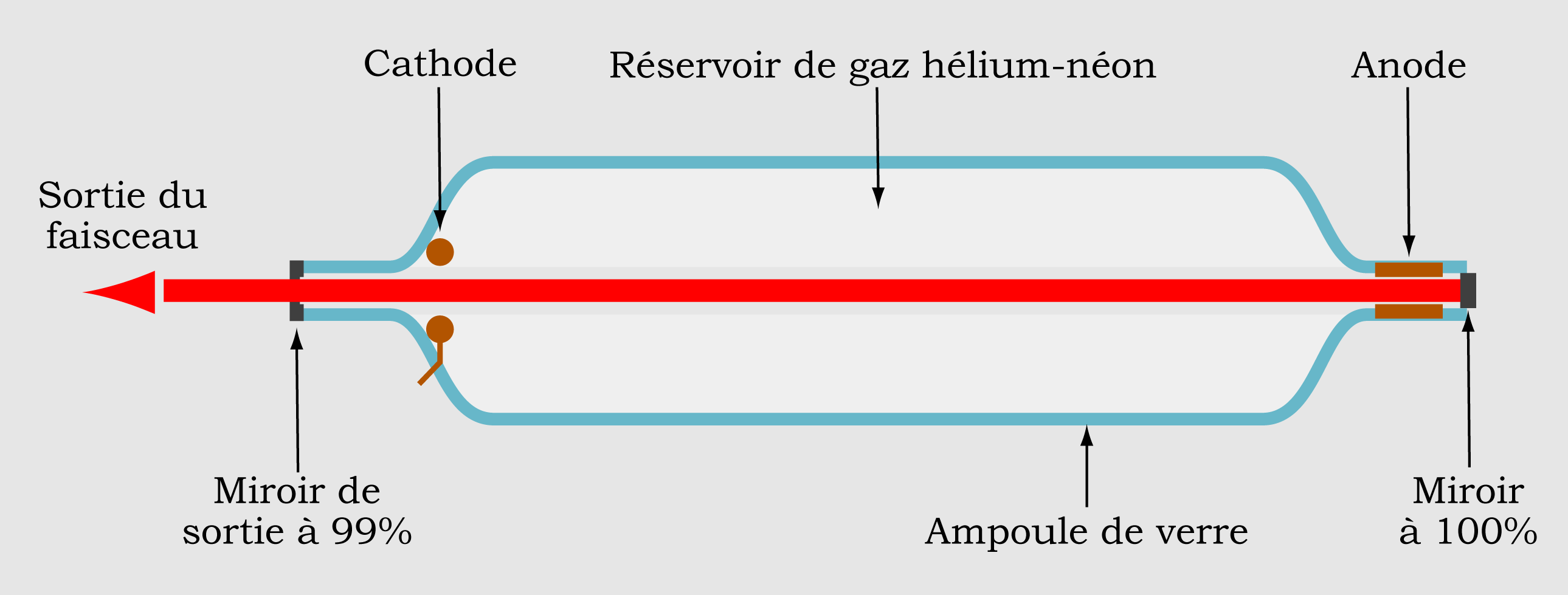
Schema del tubo di un laser HeNe

Il mezzo di amplificazione del laser, come suggerisce il nome, è una miscela di gas elio e neon in proporzioni che vanno da 5:1 a 20:1, contenuti in un tubo di vetro a una pressione variabile a seconda della grandezza del tubo stesso, grosso modo pari a 50 Pa per centimetro di lunghezza del risuonatore contenuto nel tubo di vetro.
L'energia della fonte di pompaggio del laser deriva da una scarica elettrica di circa 1000V fra un anodo e un catodo posti agli estremi del tubo di vetro, e con correnti variabili da 5 a 100 milliampere nel funzionamento normale ad onda continua.
La cavità ottica del laser è costituita di solito da uno specchio altamente riflettente a una estremità e di un accoppiatore (specchio semiriflettente) all'altra estremità, con una trasmissività verso l'esterno dell'1% circa. I laser a elio-neon sono in genere piccoli, con tubi laser da 15 a 50 cm e potenze ottiche in uscita da 1 a 100 milliwatt.
Il fenomeno laser inizia in questo tipo di dispositivo con la collisione degli elettroni con gli atomi di elio: questi eccitano l'elio e lo portano dallo stato fondamentale agli stati eccitati 23S1 e 21S0, metastabili e a lunga vita. Gli atomi eccitati di elio collidono poi con quelli di neon cedendo loro l'energia ricevuta e portando gli elettroni del neon nello stato 3s2. Questo a causa di una coincidenza dei livelli energetici fra gli atomi di elio e quelli di neon.
Questo processo è sintetizzato nella seguente equazione di reazione:
He(21S)* + Ne + ΔE → He(11S) + Ne3s2*
dove (*) rappresenta uno stato eccitato e ΔE è la piccola differenza di energia fra gli stati energetici dei due atomi, dell'ordine di 0,05 eV o 387 cm−1, che è fornita dall'energia cinetica.
Il numero di atomi di neon che entra in stato di eccitazione cresce con il procedere delle collisioni con gli atomi di elio, causando alla fine una inversione di popolazione; l'emissione spontanea, stimolata dalle transizioni fra gli stati 3s2 e 2p4, causa alla fine l'emissione di luce laser della canonica lunghezza d'onda di 632,82 nm. Dopodiché, avviene un rapido decadimento dallo stato 2p allo stato fondamentale 1s: poiché il livello superiore del neon satura con correnti più alte e quello inferiore varia linearmente con la corrente, i laser HeNe sono costretti a generare potenze molto piccole, pena la perdita dell'inversione di popolazione.

## Lunghezza d'onda

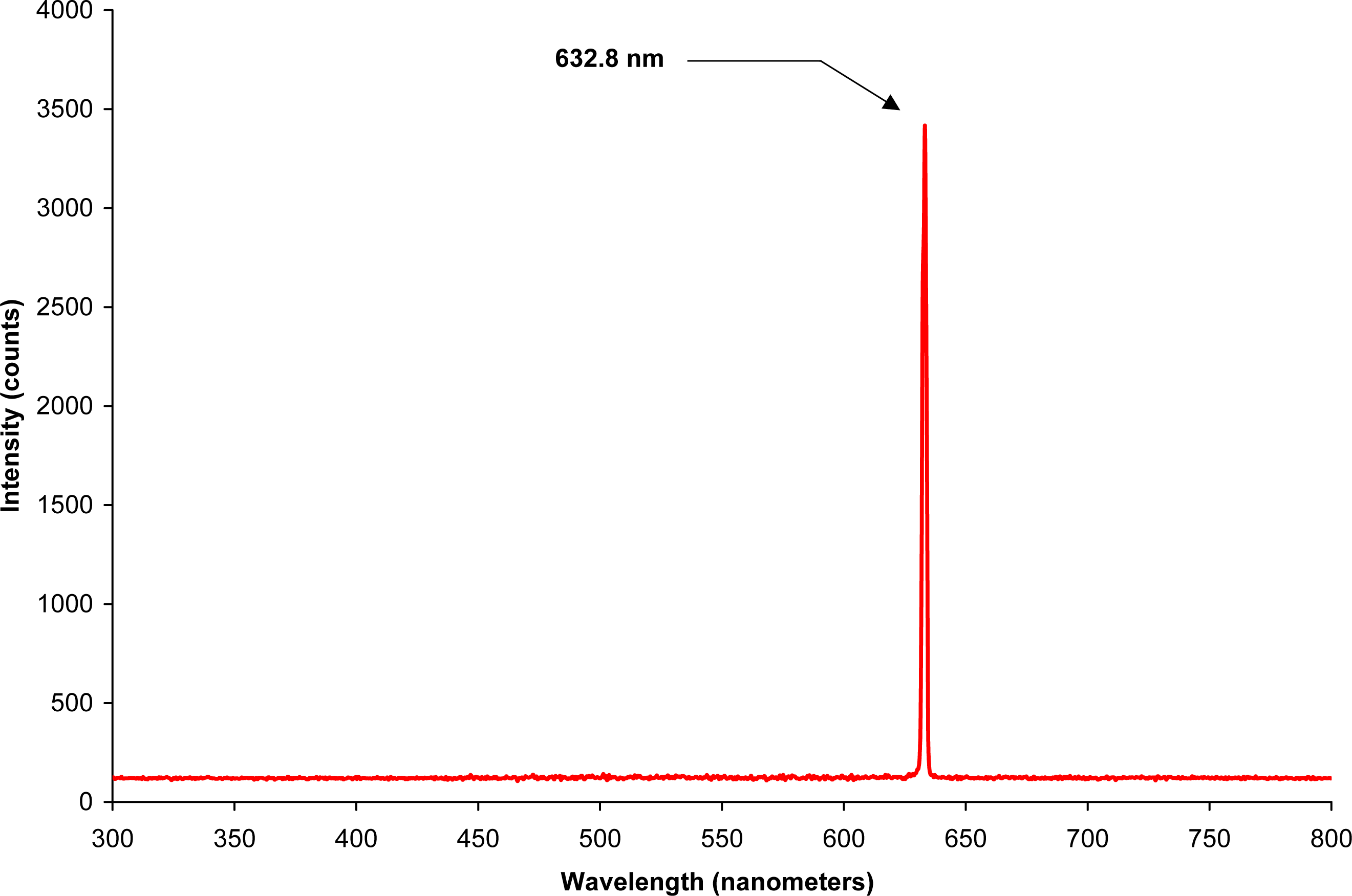
Spettro di un laser HeNe che mostra l'altissima purezza spettrale caratteristica di molti laser.

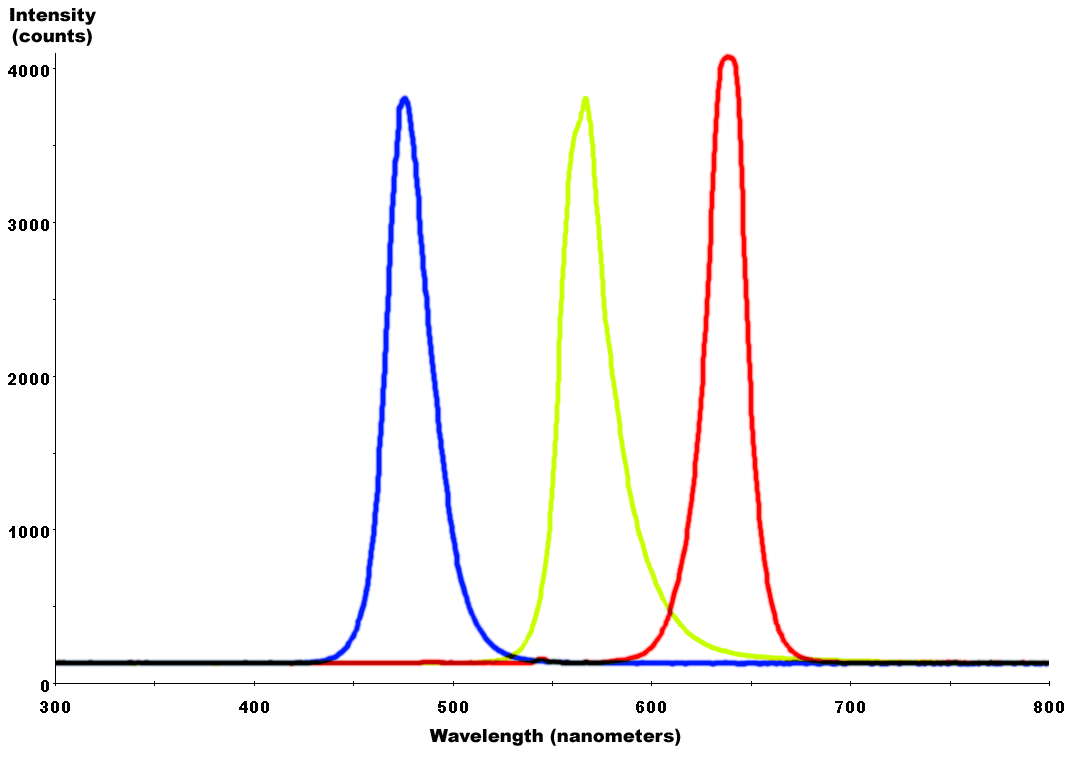
Per confronto gli spettri di emissione relativamente ampi dei LED

Anche se per consuetudine si riferisce che la lunghezza d'onda del laser HeNe è 632 nm, in realtà il valore esatto in aria è 632.816 nm, per cui sarebbe più corretto dire 633 nm; ai fini del calcolo dell'energia dei fotoni sarebbe invece preferibile usare la lunghezza d'onda nel vuoto, 632.991 nm.
L'esatta lunghezza d'onda di funzionamento cade entro 0.002 nm da questo valore, e varia con la temperature per effetto della dilatazione termica della cavità di vetro. Esistono versioni stabilizzate di laser HeNe che permettono di mantenere stabile la lunghezza d'onda a meno di 2 parti su 1012 per mesi e anni di funzionamento ininterrotto del laser.

Con un'appropriata scelta degli specchi della cavità è possibile far funzionare i laser HeNe anche su frequenza diverse da quella classica: esistono infatti transizioni fra stati anche nell'infrarosso, a lunghezze d'onda di 3.39 µm e 1.15 µm, ed una varietà di transizioni nello spettro visibile, comprese verde (543.5 nm, il cosiddetto laser GreeNe), una gialla (594 nm) e una arancione (612 nm). La normale lunghezza d'onda rossa a 633 nm ha un guadagno minore delle altre, soprattutto delle linee a 1.15 µm e 3.39 µm, ma queste si possono sopprimere usando degli specchi rivestiti apposta per non riflettere luce di quella lunghezza d'onda.
La banda di guadagno del laser HeNe è dominata dall'allargamento Doppler, ed è molto stretta: circa 1.5 GHz per la transizione laser a 633 nm su un singolo modo longitudinale. 

## Utilizzi
La visibilità del fascio laser e le sue eccellenti qualità di coerenza spaziale lo rendono una sorgente molto utile per olografia e come luce di riferimento per la spettroscopia. È anche uno dei sistemi di test per la definizione del metro campione. 

## Storia
Prima dell'invenzione dei piccoli ed economici diodi laser, i tubi laser elio-neon venivano usati nei lettori di codici a barre. Il laser HeNe fu anche il primo laser a gas, costruito da Ali Javan, William Bennet Jr. e Donald Herriot ai laboratori Bell, che nel 1960 raggiunse l'emissione in onda continua sulla lunghezza d'onda di 1,15 µm.